# عشاق (مقام موسیقی)

محل صداهای مقام عشاق بر روی پرده‌های سازهایی مثل تار، سه‌تار و عود که با فاصلهٔ چهارم درست کوک شده‌اند.

عشاق نخستین مقام از ۱۲ مقام اصلی موسیقی قدیم ایران بوده است. در موسیقی قدیم ایران مقام‌ها براساس میزان ملایمت آن‌ها رتبه‌بندی شده‌اند، و به همین جهت از مقام عشاق به عنوان نخستین مقام نام برده شده. درجات مقام عشاق منطبق بر درجات مقام راست در موسیقی ایران پیش از اسلام است. این مقام را پیش از اسلام در دورهٔ ساسانیان از آن جهت راست می‌نامیده‌اند که جایگاه درجات آن بر روی دستهٔ سازهایی مانند عود که سیم‌های آن با فاصلهٔ چهارم کوک می‌شده‌اند، دقیقاً در یک راستا قرار می‌گرفته‌اند. درجات عشاق در موسیقی کنونی ایران، بر درجات دستگاه ماهور منطبق است.

درجات مقام عشاق

در رسالهٔ کنزالتحف آمده است که بهتر است این مقام بیشتر در مجلس زنگیان و حبشیان نواخته شود. همچنین در این رساله، مقام عشاق مقامی دانسته شده که در شجاعت تأثیرگذار است؛ اما صفی‌الدین ارموی این مقام را مقام خنده (شدّ الضحک) نامیده. در رسالهٔ کنزالتحف از قول ابن سینا آمده است که مقام عشاق را باید در زمان پیش از ظهر نواخت.

## گوشهٔ عشاق
هم‌اکنون، در موسیقی دستگاهی ایران، گوشه‌ای با نام عشاق وجود دارد که در دستگاه‌هایی از قبیل نوا و همایون و نیز آواز بیات اصفهان نواخته می‌شود. اما این گوشه با مقام عشاق تفاوت بسیاری دارد. فخرالدینی معتقد است به وجود آمدن این تغییر در زمان صفویه و شاید قاجاریه صورت گرفته است. گوشهٔ عشاق در دستگاه‌ها و آوازهای مختلف معمولاً در منطقهٔ اوج، اجرا و خوانده می‌شود. فخرالدینی معتقد است که این یک سنت قدیمی بوده است، و شعر زیر را از رسالهٔ بهجت‌الروح که در قرن دهم و یازدهم هجری نوشته شده است، در ارتباط گوشهٔ عشاق با اوج به عنوان مثال می‌آورد:
| مقام تو اگر عشاق خیزد |  | ز وی هم زابل و هم اوج ریزد |

البته وی از طرفی نیز معتقد است که گوشه‌های اوج آواز دشتی، بیات اصفهان و دستگاه همایون که به نام عشاق نامیده می‌شوند، نامی غلط هستند، و بهتر است که این گوشه‌ها بوسلیک نامیده شوند.